# アリバラト
アリバラト（Alibarat）は、エリトリア・セメナウィ・ケイバハリ地方南部の村で、ブリ半島北西部にありズラ湾に面した海岸線を持つ。ゲレーロ地区に属する。アリバラトは他にAlibarateとも綴られる。北緯15度22分、東経39度47分標高0m。